# Hikaru (système d'arcade)
Pour les articles homonymes, voir Hikaru.
Le Hikaru est un système de jeu vidéo d'arcade créé par la société Sega en 1999.

## Description
Le Hikaru est pensé à l'origine pour accueillir le jeu Brave Fire Fighters.
Il est composé de plusieurs pcbs reliées entre elles. La carte mère supportant deux Hitachi SH-4, c'est-à-dire deux fois plus que le Naomi ou le Naomi 2 ne comportant qu'un seul SH-4, a connu deux révisions. Deux versions de la carte de roms, le support du jeu, ont également vu le jour. Le système inclut aussi une carte réseau composée principalement d'un Motorola 68000. Une carte de protection est reliée à la carte mère, ainsi qu'une carte filtre dont le rôle est la gestion des connectiques comme l'alimentation, les contrôles, l'USB ou le réseau. Une dernière carte appelée I/O Board est intégrée au Hikaru, c'est une carte Sega JVS standard.
Il possède la capacité d'afficher à l'écran des graphismes complexes représentant des mouvements de feu ou d'eau. Il fut le premier système d'arcade à proposer de l'ombrage de Phong à l'écran.
Ce système n'a connu que six jeux et fut vite abandonné, car son exploitation était trop coûteuse par rapport notamment à la Naomi 2.

## Spécifications techniques

### Processeur
- CPU : 2 x Hitachi SH-4 128 bit RISC CPU avec fonctions graphiques, cadencé à 200 MHz 360 MIPS / 1.4 GFLOPS
- Moteur graphique : Sega Custom 3D
- Processeur son : “Super Intelligent Processor”, 32-bit RISC CPU (64 canaux ADPCM) (Probablement un ARM7 Yamaha AICA cadencé à 45 MHz avec un processeur interne 32-bit RISC CPU, 64 canaux ADPCM)
- Processeur sur carte réseau : Motorola 68000

### Mémoire
- Mémoire principale : 64 Mo
- Mémoire graphique : 28 Mo
- Mémoire son : 8 Mo

### Affichage
- Nombre de couleurs simultanées : Approx. 16 770 000 (24bits)
- Résolutions supportées :
  - 24 kHz : 496 × 384
  - 31 kHz : 640 × 480
- Polygones : 2 millions de polygones par seconde
- Ombrage : Phong Shading
- Lumière :
  - Horizontal
  - Spot
  - 1024 par scène
  - 4 par polygone
  - 8 fenêtres de surfaces
- Effets :
  - Phong Shading
  - Fog
  - Depth Queueing
  - Stencil
  - Shadow
  - Motion blur
- Autres capacités :
  - Bitmap Layer x 2
  - Calender
  - Double affichage (24 kHz)

### Divers
- Extensions :
  - Communication
  - 4 canaux audio
  - PCI
  - MIDI
  - RS-232C
- Media : ROM (max 352 Mo)
- Connexion : JVS

## Liste des jeux
| Titre                                   | Développeur            | Éditeur | Système | Genre | Date |
| --------------------------------------- | ---------------------- | ------- | ------- | ----- | ---- |
| Air Trix                                | Sega                   | Sega    | Hikaru  |       | 2001 |
| Brave Fire Fighters                     | Sega                   | Sega    | Hikaru  |       | 1999 |
| Cyber Troopers Virtual-On Force         | Sega                   | Sega    | Hikaru  |       | 2001 |
| Cyber Troopers Virtual-On Force Ver.7.7 | Sega                   | Sega    | Hikaru  |       | 2002 |
| NASCAR Arcade                           | Sega / Electronic Arts | Sega    | Hikaru  |       | 2000 |
| Planet Harriers                         | Sega                   | Sega    | Hikaru  |       | 2001 |
| Star Wars: Racer Arcade                 | Sega / LucasArts       | Sega    | Hikaru  |       | 2000 |